# Steinlohe

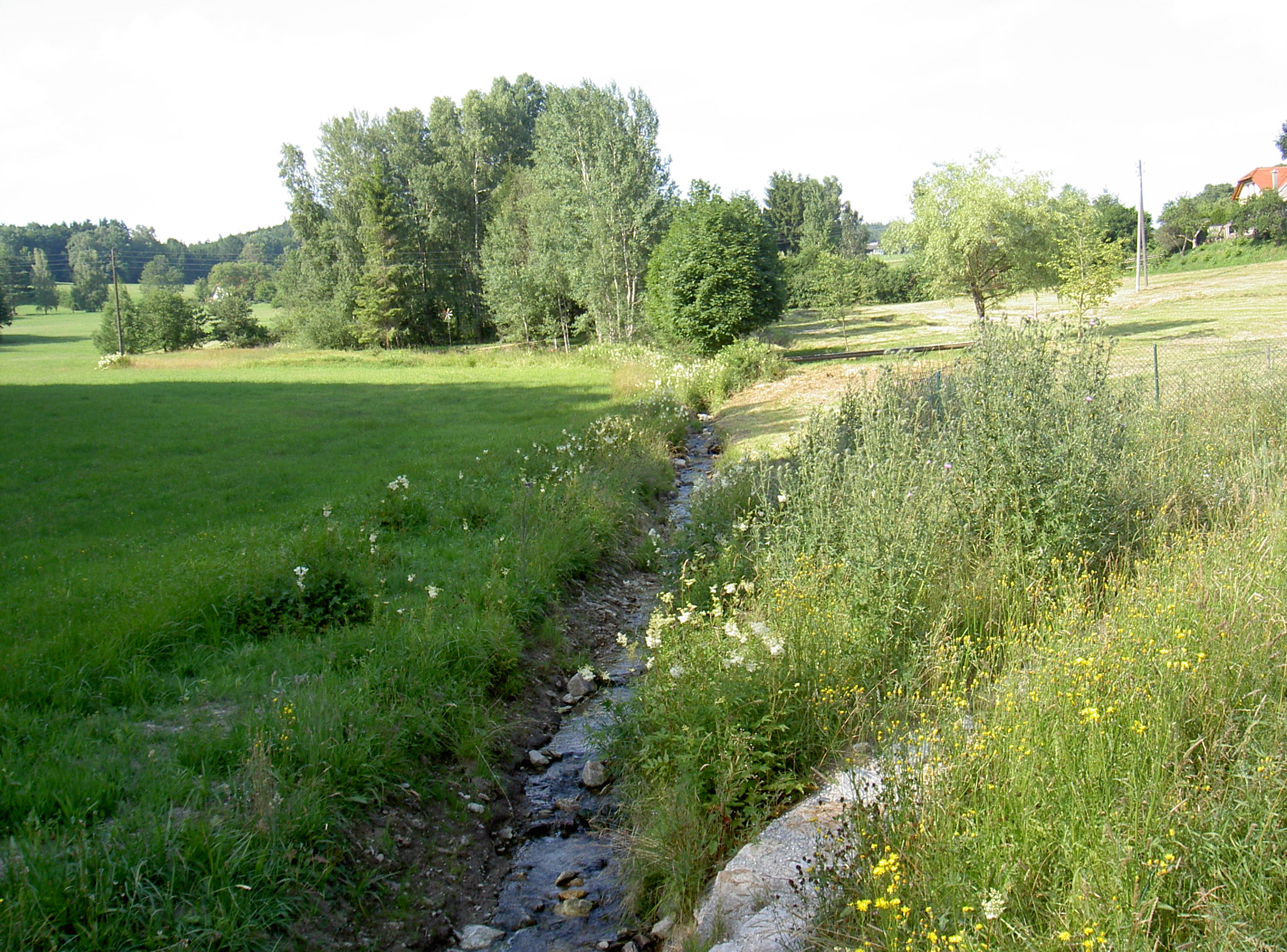
Braunmühlbach bei Steinlohe

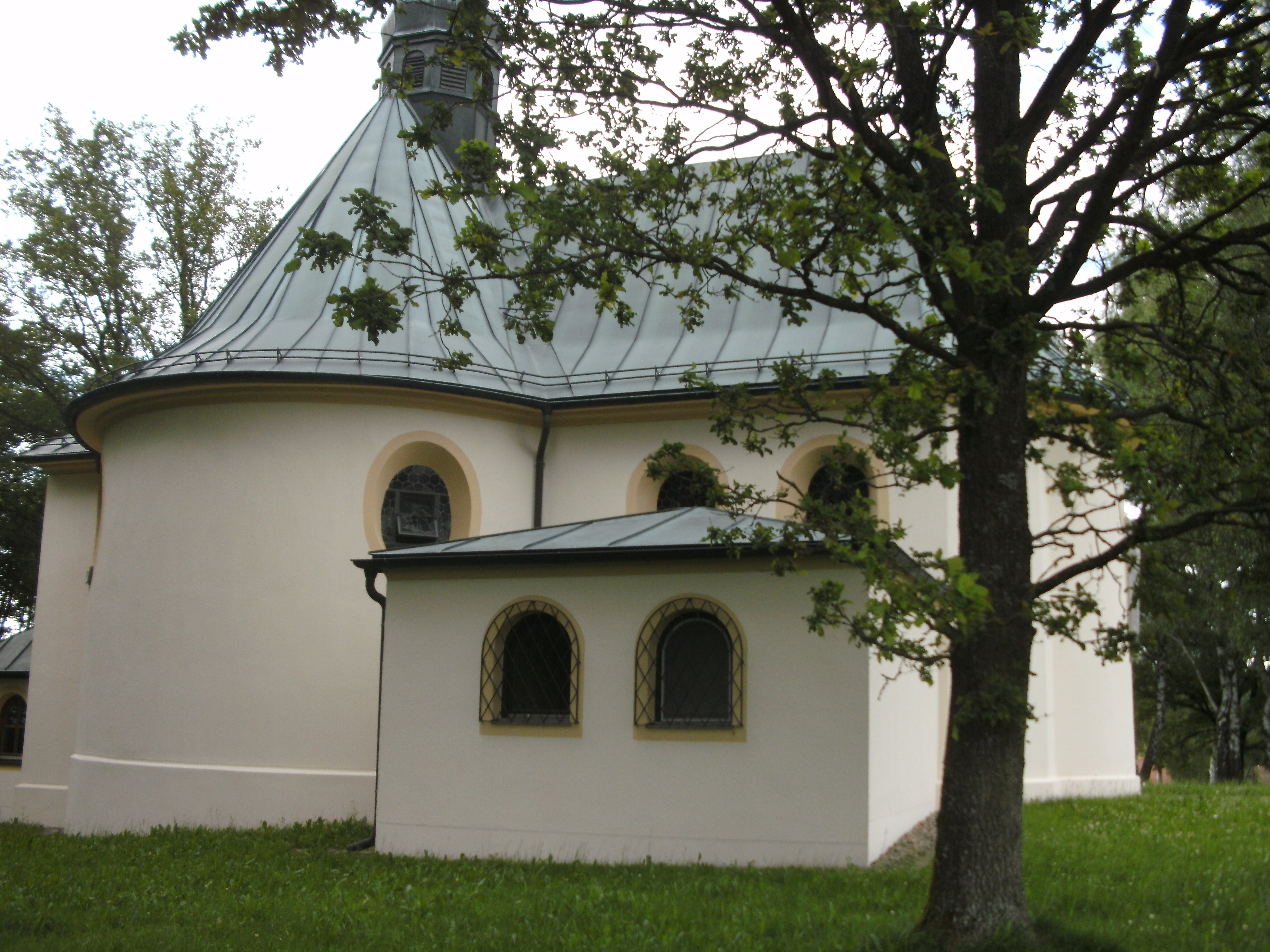
Steinlohe Wallfahrtskapelle

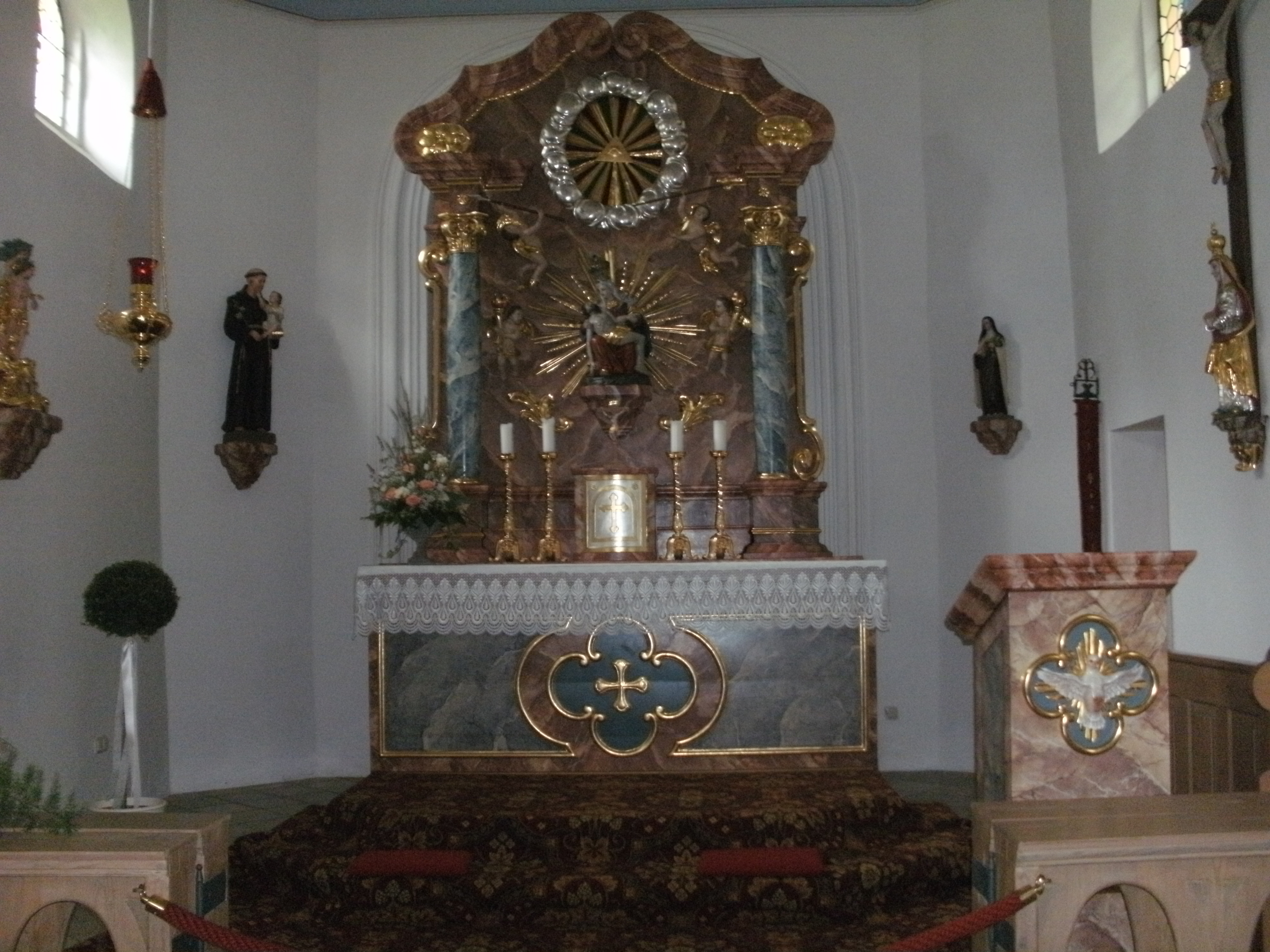
Steinlohe Wallfahrtskapelle innen

Steinlohe ist ein Gemeindeteil der Gemeinde Tiefenbach im Oberpfälzer Landkreis Cham in Bayern.

## Geographische Lage
Das Dorf Steinlohe liegt nördlich vom 694 m hohen Kleeberg nahe der deutsch-tschechischen Grenze.

## Geschichte
1646 wurde Tiefenbach während der Gegenreformation wieder eine eigene Pfarrei, zu der neben anderen Siedlungen auch Steinlohe gehörte.
Am 9. Dezember 1707 kam Steinlohe beim Grenzregulierungsvertrag zum österreichischen Kronland Böhmen. 1733 wurden in Muttersdorf drei Zünfte errichtet: Die Zunft der Nahrungshandwerker, die Zunft der Kleidungshandwerker und die Zunft der Bauhandwerker, zu der auch die Fleischhauer gehörten. Da Steinlohe in dieser Zeit zur Herrschaft Muttersdorf gehörte, unterstanden seine Handwerker auch den Muttersdorfer Zünften. Von 1739 bis 1765 unterstand der Ort Unterhütten dem herrschaftlichen Richter in Steinlohe. Von 1742 bis 1760 war Johann Thomas Baumgartner Richter in Steinlohe und wirkte bei den Grundkäufen in Oberhütte mit. In Muttersdorf existierte seit 1644 eine Brauerei. Von 1708 bis 1763 musste Steinlohe, weil es in dieser Zeit zur Herrschaft Muttersdorf gehörte, das Bier dieser Brauerei abnehmen und durfte kein anderes Bier ausschenken. Als die Steinloher in ein leerstehendes Häuschen einen eigenen Wirt einsetzten, wurde dieser verjagt, obwohl es deswegen fast eine Revolte unter den Bauern gab. Im Hauptgrenzvertrag von 1765 wurde Steinlohe wieder Bayern zugesprochen.
1845, nach Aufhebung der Patrimonialgerichtsbarkeit, gehörte Steinlohe zur Hofmark Tiefenbach und hatte 21 Häuser und 190 Einwohner, eine Nebenschule und eine eigene Landgemeindeverwaltung.
Steinlohe war eine eigene Gemeinde, die ursprünglich zur Expositur Biberbach gehörte, dann 1810 nach Tiefenbach umgepfarrt wurde.
Zum Stichtag 23. März 1913 (Osterfest) wurde (Groß-)Steinlohe als Teil der Pfarrei Tiefenbach mit 29 Häusern und 188 Einwohnern aufgeführt. 1918 brach in Tiefenbach und Umgebung die Maul- und Klauenseuche aus. Viele Kühe mussten geschlachtet werden, was zu einer Milchknappheit führte. Es wurde eine Milchsammelstelle in der Schule in Tiefenbach eingerichtet, zu der auch die Bauern aus Steinlohe Milch in Eimern herantrugen.
Während der Zeit des Nationalsozialismus verhielt sich die Steinloher Bevölkerung sehr kühl und abwartend gegenüber den neuen Machthabern. Es gab in Steinlohe nur fünf Mitglieder der Nationalsozialistischen Deutschen Arbeiterpartei (NSDAP). Diese waren lauter Holzhauer. Sie waren in der NSDAP, weil der Förster von Treffelstein Ortsgruppenleiter war.
Die Ortsteile Edlmühl und Altenried gehörten zunächst zur Gemeinde Steinlohe, wurden aber aufgrund ihres Antrages 1960 nach Treffelstein umgemeindet.
Im Zuge der Gebietsreform wurde Steinlohe am 1. Juli 1972 geteilt. Der südwestliche Teil kam zu Treffelstein, der nordöstliche zu Tiefenbach.
Am 31. Dezember 1990 hatte Steinlohe 80 Einwohner und gehörte zur Pfarrei Tiefenbach.

## Religion
Vor 1805 gab es in Steinlohe eine Kapelle in der ein Bild der schmerzhaften Muttergottes verehrt wurde. 
Ursprünglich war dieses Bild im Besitz der gräflichen Familie in Muttersdorf.
Jährlich pilgerten viele Menschen aus Bayern und Böhmen zu diesem Bild nach Steinlohe. Als die Säkularisation 1802 dieser Wallfahrt ein Ende setzte, rettete ein Bauer Huber das Bild und verwahrte es in seinem Haus. 1812 erbaute er eine hölzerne Kapelle, in der das Bild verehrt wurde. Nachdem diese Kapelle baufällig geworden war, wurde das Marienbild vorübergehend in der Tiefenbacher Kirche aufbewahrt. 1845 wurde in Steinlohe wieder eine kleine Kirche erbaut und das Bild in diese zurückgebracht. Da viele Menschen zu diesem Gnadenbild pilgerten, wurde die Kirche 1911 erweitert.
1942 wurde die Glocke von Steinlohe beschlagnahmt. Damit wenigstens bei Sterbefällen geläutet werden konnte, erhielt die Kirche von Steinlohe 1943 eine kleine Glocke.
1968 wurde in Steinlohe die "Madonna der Versöhnung" geweiht, die von einer unbekannten Frau aus Amerika gestiftet und von einem Steinmetz in Schönau angefertigt wurde.
1969 wurde ein neuer Kreuzweg in Steinlohe eingeweiht.
Jeweils am Montag vor Christi Himmelfahrt findet ein Bittgang von Treffelstein nach Steinlohe zur Marienkirche statt. Seit 1805 wird am 15. August (Mariä Himmelfahrt) eine Fußwallfahrt von Tiefenbach und Treffelstein nach Steinlohe gemacht.